# حدید
سوره حدید سوره ۵۷ از قرآن است و ۲۹ آیه دارد. واژه حدید به‌معنای آهن است و نامگذاری این سوره به دلیل استفاده از آن در آیهٔ ۲۵ این سوره ست. سوره مدنی است و مشابه سوره‌های مدنی علاوه بر مباحث عقیدتی در مورد مسائل اجتماعی و حکومتی نیز سخن می‌گوید. آیات نخست این سوره پیرامون توحید و صفات خدا است و سپس در مورد وضع منافقان، دعوت به ایمان و خروج از شرک، انفاق در راه خدا، عدالت اجتماعی، و نفی رهبانیت سخن می‌گوید.